# 曲山人
曲山人（きょくさんじん、生没年不詳）とは、江戸時代の戯作者。

## 来歴
本名は仙吉。三文舎自楽、司馬山人、文盲短斎、可志丸と称す。また浮世絵師渓斎英泉の門人で画名を紫嶺斎泉橘と称した。江戸の人で貸本屋丸屋某の弟、江戸山下御門外筑波町に住む。天保4年（1833年）頃には「墨浜の漁夫」と称したことから、隅田川に近い向島のあたりに住んだとされる。筑波仙橘の名で筆耕に従事し、文政10年（1827年）頃から曲亭馬琴の筆耕を勤めた。馬琴の筆耕は天保3、4年頃までしている。戯作者としての活動は文政12年から天保5年頃にかけてで、文政12年に『恋の萍』を初作として、天保元年の『女大学』など司馬山人の戯作名で人情本を執筆する。天保2年より曲山人を名乗り、『仮名文章娘節用』は好評を博した。作には未完のものがあり、親交のあった松亭金水や為永春水がその続きを書いている。生没年は不明だが、天保8年（1837年）刊行の『娘太平記操早引』二編の序文には金水が曲山人の死を悼んでおり、これ以前に没したものとみられる。

## 著作
- 『恋の萍』初編　※文政12年刊行。後編は天保元年または2年頃に刊行
- 『当世操文庫』　※文政12年 - 天保元年頃刊行
- 『人情其儘　女大学』　※天保元年刊行
- 『仮名文章娘節用』　※天保2年 - 天保5年刊行
- 『教外俗文　娘消息』　※天保5年刊行。未完、為永春水が補綴
- 『娘太平記操早引』　※天保8年刊行、遺稿で未完。松亭金水補綴